# رونج
 رونج ، روستایی است از توابع بخش مرکزی شهرستان تربت جام در استان خراسان رضوی.

## تاریخچه
"رونج" (به کسر "ر" و "واو") نام روستایی است واقع در بخش مرکزی شهرستان تربت جام استان خراسان رضوی که در ۲۳ کیلومتری جاده تربت جام به مشهد و دامنه کوههای رونج-بزد واقع شده‌است.
فرهنگ لغت دهخدا " روستای رونج" را به نقل از جلد نهم فرهنگ جغرافیایی ایران اینگونه معرفی می‌کند: "دهی از بخش تربت جام شهرستان مشهد. سکنه آن ۱۶۱۷ تن. آب آن از قنات. محصولات آنجا غلات و انگور و سیب و گلابی وانواع دیگر میوه های درختی می باشد . صنایع دستی آنجا قالیچه و گلیم و جوراب بافی".

## جمعیت
این روستا در دهستان میان جام قرار دارد و بر اساس سرشماری سال ۱۳۸۵ جمعیت آن (۴۱۸خانوار) ۱٬۸۳۵نفر 
بوده‌است.